# Taiwan-Frauenschuh
Der Taiwan-Frauenschuh (Cypripedium formosanum) ist eine Pflanzenart aus der Gattung Cypripedium in der Familie der Orchideen (Orchidaceae).

## Merkmale
Der Taiwan-Frauenschuh ist eine ausdauernde Pflanze mit einem kriechenden, häufig verzweigten Rhizom, die Wuchshöhen von 30 bis 40 Zentimeter erreicht. Zwei Blätter stehen fast gegenständig in der Mitte des Stängels. Sie sind fächerförmig und messen 10 bis 13 × 7 bis 11 Zentimeter. Die strahligen Nerven enden an den Blattenden. Der Blattrand ist gewellt und fein bewimpert. Der Blütenstandsstiel ist kahl oder leicht behaart und trägt eine einzelne, nickende Blüte. Blütenstiel und Fruchtknoten sind behaart. Die äußeren und inneren Perigonblätter sind weiß, im Verblühen rosa getönt. An der Basis sind sie rot getupft. Die Lippe ist in der Seitenansicht gebogen. Das Staminodium ist abgerundet dreieckig bis pfeilförmig.
Blütezeit ist von April bis Mai.
Die Chromosomenzahl beträgt 2n = 20, seltener 30.

## Vorkommen
Der Taiwan-Frauenschuh kommt im zentralen Taiwan in Wäldern und an offenen, feuchten Orten in Höhenlagen von 2300 bis 3000 Meter vor.

## Taxonomie
Der Taiwan-Frauenschuh wurde 1916 von Bunzô Hayata in Icones Plantarum Formosanarum nec non et Contributiones ad Floram Formosanam Band 6, Seite 66 als Cypripedium formosanum erstpubliziert.

## Nutzung
Der Taiwan-Frauenschuh wird selten als Zierpflanze für Gehölzgruppen und Gefäße genutzt.